# 百老汇车站 (BMT阿斯托利亚线)
百老匯車站（英語：Broadway station）是紐約地鐵BMT阿斯托利亞線的一個慢車地鐵站，位於皇后區阿斯托利亞百老匯31街上方的一個慢車地鐵站，設有N線（任何時候停站）、W線（僅平日停站）列車服務。

## 歷史
此站在1917年2月1日連同阿斯托利亞線一同啟用，起初是IRT的路線，現為IRT法拉盛線的皇后區線分支，列車來往大中央至阿斯托利亞。1917年7月23日，由IRT第二大道線分支的高架鐵路皇后區大橋啟用。當時所有往皇后區廣場的高架列車使用阿斯托利亞線，而所有地鐵列車使用可樂娜線，後來改為梅花間竹地往不同支線開行列車。此站在1923年4月8日起開始有BMT使用高架列車作接駁。
1949年10月17日，阿斯托利亞線成為只有BMT的路線，因為皇后區廣場車站的軌道已經固定，阿斯托利亞線的月台更被削走以容許BMT列車在上營運。起初服務由平日運行的「布萊頓慢車」（BMT 1）以及任何時段運行的「百老匯-第四大道慢車」（BMT 2）提供。

### 車站翻新
此站月台與阿斯托利亞線其餘6個車站在1950年延長至610英尺（190）以容許10節列車:23。總花費86.3萬美元。路線的訊號需要修改以考慮延長的月台:633, 729。
在2015－2019年MTA資金計劃，車站與其他三十個紐約地鐵車站進行翻新，並關閉幾個月。更新內容包括蜂窩服務、Wi-Fi、充電站、改善指示牌、改善車站燈光。第二批次的翻新合約包括30大道、百老匯、36大道以及39大道車站在2017年4月14日批出予斯堪卡。此站由2018年7月2日起關閉至2019年1月24日重開，比預期稍早。百老匯和31街交界東北角曾經拆除的出口重新設立方便乘客。

## 車站結構
| P 月台層 | 側式月台，右側開門 | 側式月台，右側開門                                              |
| P 月台層 | 南行慢車           | ← 往康尼島-斯提威爾大道 (36大道) ← 平日往白廳街-南碼頭 (36大道) |
| P 月台層 | 尖峰快車           | ← 無定期服務                                                    |
| P 月台層 | 北行慢車           | → (平日) 往阿斯托利亞-迪特馬斯林蔭路 (30大道) →                 |
| P 月台層 | 側式月台，右側開門 |                                                                 |
| M        | 夾層               | 往出入口、閘機、MetroCard自動售票機                             |
| G        | 街道層             | 出入口                                                          |

此車站設有兩個側式月台和三條軌道。中央軌道不營運。此站在夾層設有狹窄的橫越道，容許乘客轉乘反方向列車。

### 出口
夾層配置如同30大道。付費區外的所有樓梯通過百老匯和31街的四個角落An exit-only stair from the northbound platform descends to the east side of 31st Street between Broadway and 34th Avenue.。

## 外部連結
- 维基共享资源上的相關多媒體資源：百老汇车站
- nycsubway.org—BMT Astoria Line: Broadway
- Station Reporter — N Train
- Broadway entrance from Google Maps Street View （页面存档备份，存于）
- Platforms from Google Maps Street View